# Microsoft BASIC
 Microsoft BASIC  va ser el primer producte de la companyia Microsoft. V aparèixer el 1975 com Altair BASIC, que va ser el primer BASIC (i de fet el primer llenguatge de programació d'alt nivell) disponible per al microcomputadora MITS Altair 8800
L'intèrpret Altair BASIC va ser desenvolupat pels fundadors de Microsoft Paul Allen i Bill Gates amb l'ajuda de Mont Davidoff, usant un programari simulador de Intel 8080 fet per ells mateixos executant-se en un minicomputadors PDP-10. El llenguatge BASIC era similar als intèrprets de Digital Equipment Corporation, especialment en les operacions amb cadenes, que van variar entre les diferents implementacions de BASIC. BASIC feia servir cadenes assignades dinàmicament que emmagatzemaven la seva mida, una característica no usada en C o C++fins a l'aparició de la Standard Template Library en els 90. Moltes d'aquestes operacions de cadenes es mantenen actualment al . NET Framework. Les primeres versions de BASIC només suportaven noms d'una lletra o dígits, però Microsoft BASIC permetia l'ús de noms de variable llargs. No obstant això, la taula de símbols en temps d'execució feia servir una cerca lineal, de manera que un programa que fes servir diverses variables diferents en executar molt més lentament que un altre programa que fes servir una única matriu per a totes les seves variables.
Va ser distribuït en cinta perforada i en la seva versió original ocupava 4 KiB de memòria. La versió ampliada de 8 KiB va ser generalitzada en BASIC-80 (8080/85, Z80), i portada de BASIC-68 (6800), BASIC- 69 (6809), i MOS Technology 6502-BASIC (malauradament ocupant sobre 9 KiB, en una era en què els xips ROM de 8 KiB eren els estàndard), a més del BASIC- 86 (8086/88) de 16-bits. Era ideal per a ordinadors basats en Memòria ROM, ja que no requereix un editor (cada línia ha de portar un nombre), ni una unitat de disc per emmagatzemar codi objecte o executable. Era menys sofisticat que els ordinadors industrials, com el HP 9830, que tenia tecles dedicades per carregar, emmagatzemar i tecles per editar dins d'una línia i depurar, però els ordinadors personals, en canvi, no costaven 7.000 dòlars.
Després de l'èxit inicial de l'Altair BASIC, Microsoft BASIC es va convertir en la base d'un lucratiu negoci de llicències de programari, i és portat a la majoria dels nombrosos ordinadors domèstics i personals de la dècada dels 70 i especialment dels 80, i estenent més enllà. Al contrari que l'Altair BASIC original, la majoria dels BASIC d'ordinadors personals estaven residents en una Memòria ROM, i per això estava disponible a les màquines tan aviat s'encenien amb la forma del característic indicador " READY.  ". Per tant, el Microsoft BASIC i altres variants de BASIC constituïen una part significativa i visible dels rudimentaris sistemes operatius de molts dels ordinadors domèstics.
Microsoft BASIC (BASICA.EXE, GWBASIC.EXE, QBASIC.EXE) ja no es troba en les distribucions de Windows o DOS, però, es pot descarregar de diversos servidors d'Internet, i fitxers de versions de DOS o vells discos de DOS que encara funcionen en màquines tipus Pentium. L'última versió de BASIC és VB.NET que incorpora la majoria de les característiques de C++i C # i pot ser usat per desenvolupar formularis web, formularis windows, i aplicacions basades en servidor. La majoria dels exemples de codi de. NET es presenten en VB.NET al mateix temps que C #, i VB.NET continua sent el favorit dels programadors de Visual Basic.

## Variants i derivats de Microsoft BASIC
- Altair BASIC (MITS Altair i altres ordinadors S-100)
- Amiga BASIC (família Commodore Amiga)
- Applesoft BASIC (família Apple II)
- Atari Microsoft BASIC I i II (família de 8-bit d'Atari)
- BASICA ("BASIC Avançat") (PC-DOS, a l'IBM PC)
- Color BASIC (TRS-80 Ordinador en color)
- Commodore BASIC (família de 8 bits de Commodore, incl C64)
- Extended Color BASIC (TRS-80 Ordinador en color i Dragon 32/64)
- IBM Cassette BASIC (PC-DOS, en l'original IBM PC)
- Galaksija BASIC (Ordinador domèstic Galaksija)
- GW-BASIC (BÀSICA per a MS-DOS, al compatibles PC)
- Microsoft Level III BASIC (Tandy/Ràdio-Shack TRS-80)
- MBASIC (CP/M, en ordinadors basats en 8080/85 i Z80)
- MS BASIC per a Macintosh (Mac OS a Apple Macintosh)
- MSX BASIC (Estàndard per a ordinadors domèstics MSX)
- N88-BASIC (NEC PC8801/9801)
- QBasic (PC-DOS/MS-DOS a IBM PC i compatibles)
- QuickBasic (PC-DOS/MS-DOS a IBM PC i compatibles))
- TRS-80 Level II BASIC (Tandy/Ràdio-Shack TRS-80)
- Visual Basic (PC-DOS/MS-DOS/MS Windows a IBM PC i compatibles)
- WordBasic (pre-VBA) (MS Windows)
- HP2640 HP2647 Terminal programable amb extensions gràfiques AGL
- FreeBASIC - Un compilador lliure del llenguatge BASIC (Windows - Linux - DOS).